# 萨瓦·弗拉季斯拉维奇-卢古辛斯基

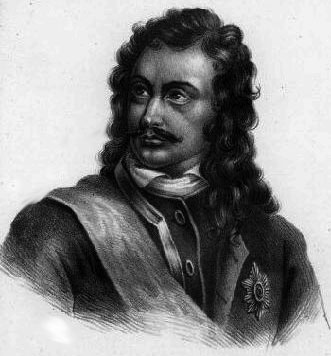
萨瓦·弗拉季斯拉维奇-卢古辛斯基

萨瓦·卢基奇·弗拉季斯拉维奇-卢古辛斯基（俄语：Савва Лукич Рагузинский-Владиславич，1669年1月16日—1738年6月17日），塞尔维亚人，俄罗斯帝国外交官。

## 生平
出生在奥斯曼帝国波斯尼亚的加茨科，他的父亲是塞尔维亚族地主。他们一家被土耳其人夺去了土地，搬到拉古萨共和国。
萨瓦后来成为俄罗斯沙皇彼得一世的廷臣，多次以商人的身份从事探险，并以外交官的身份先后前往君士坦丁堡、罗马和北京进行谈判。《恰克图界约》就是他代表俄罗斯同清朝签订的。